# Agerola
Agerola – miejscowość i gmina we Włoszech, w regionie Kampania, w prowincji Neapol.
Według danych na rok 2004 gminę zamieszkiwało 7350 osób, 386,8 os./km².